# 索脊卵蛤
索脊卵蛤（学名：Costellipitar chordatum），是帘蛤目帘蛤科Costellipitar的一种。主要分布于中国大陆、台湾，常栖息在潮下带、浅海10－200米。